# Битка код Марџ ел Сафара (1303)
Битка код Марџ ел Сафара вођена је од 20. до 22. априла 1303. године између војске Мамелучког султаната под командом Бајбарса II и монголске војске под командом Кутлушаха са друге стране. Део је монголске инвазије на Левант, а завршена је поразом Монгола чиме су окончани њихови напади на Мамелучки султанат.

## Битка
У низу победа, почев од 1218. године, Монголи заузимају Харезм и већи део Персије, као и територије Румског султаната у Малој Азији. Уз помоћ војски вазалних хришћанских земаља, као што су Јерменско краљевство Киликија и Краљевина Грузија, Монголи су 1258. године опљачкали Багдад, престоницу Абасидског калифата. Потом заузимају Алеп и Дамаск (1260). Крајем исте године, Монголи су доживели свој први велики пораз у бици код Ајн Џалута од стране мамелучког војсковође Бајбарса и његовог господара Кутуза. Пораз код Ајн Џалута приморао је Монголе да напусте Алеп и Дамаск и да се повуку преко Еуфрата. Скоро 40 година касније, илган Газан поново напада Сирију и 1299. године заузима Алепо. Мамелучке снаге поражене су у бици код Вади ел Касандера, а убрзо је пао и Дамаск. Газан се потом повукао из Сирије.
Газан је 1303. године послао свог војсковођу Кутлушаха да са војском поврати Сирију. Становништво Алепа и Хомса бежи у Дамаск пред Монголима. Међутим, Бајбарс II је из Дамаска послао султану Египта позив у помоћ. Султан је са војском стигао у Сирију у време када су Монголи покушавали да заузму Хомс. Монголи су стигли у предграђе Дамаска 19. априла. Заузимају равницу Марџ ел Савар у којој ће се одржати битка. Битка је почела 2. рамазана 702. године по Хиџри или 20. априла 1303. године. Војска Кутлушаха се налазила у близини реке. Битку је отпочео Кутлушах који је напао лево крило мамелучке војске. Мамелуци су у овом нападу претрпели тешке губитке. Мамелучки центар и лево крило под командом емира Салара и Бајбарса активирало се нападајући леви бок Монгола. Монголи су наставили притисак на десни бок мамелучке војске. Муслимани су веровали да је битка изгубљена. Међутим, лево крило није се поколебало. Кутлушах се попео на врх оближњег брда како би могао надгледати бојно поље. Египћани су опколили брдо. Дошло је до жестоке борбе у којој су Монголи претрпели много жртава на брду. Следећег дана Мамелуци су намерно отворили своје редове како би Монголи побегли у реку Вади Арам. Када су Монголи стигли до реке где су добили потребне залихе воде за себе и коње, султан их је напао са леђа. Битка је трајала до подне. До следећег дана битка је била готова.
Према речима средњовековног историчара Ал Макризија, када је Кутлушах обавестио Газана о поразу код Марџ ел Сафара, илкан се толико изнервирао да је почео да крвари из носа. Вести о победи Мамелука послате су у Египат и Дамаск. Султан је лично отишао у Дамаск. Монголска војска гоњена је до Каријатана. Када се султан вратио у Каиро, кроз улицу Баб ел Наср (Улица победе) провео је заробљенике у ланцима. Прослава победе трајала је неколико дана широм Мамелучког султаната.